# Nanbu Toshinao
Nanbu Toshinao (南部利直 Nanbu Toshinao, Nam Bộ Lợi Trực) (1576 - 1632) là một vị daimyo đầu tiên ở vùng Morioka trong thời kỳ Edo của Nhật Bản.

## Tiểu sử
Nanbu được sinh ra ở thành Tago, trong làng Sannohe, là con trai của Nanbu Nobunao. Năm 1599, sau khi Nobunao mất, ông là người lên thay thế cha mình lãnh đạo nhà Nanbu. Ông đã ủng hộ Tokugawa Ieyasu trong suốt chiến dịch Sekigahara, chỉ huy quân mình chi viện cho Mogami Yoshiaki và Date Masumune chống lại quân của Uesugi Kagekatsu. Sau chiến dịch này, ông đã được thưởng 100.000 koku. Ông còn có mặt trong chiến dịch Osaka chống lại đoàn quân của Toyotomi Hideyoshi. Nanbu Toshinao mất ở Edo khi mới 33 tuổi.